# タブロイド (テレビドラマ)
『タブロイド』は、1998年10月14日から12月16日まで毎週水曜日21:00 - 21:54に、フジテレビ系の「水曜劇場」枠で放送された日本のテレビドラマ。常盤貴子のフジテレビ制作ドラマ単独初主演作である。
制作に夕刊フジ編集部が協力した。ビデオソフトは放送直後に発売されたVHSのみでDVDやBD化はされていないが、2013年2月1日よりフジテレビオンデマンドにて全話有料動画配信を開始した。

## あらすじ
中央新聞社会部の女性記者・片山咲は、大蔵省官僚への手厳しい取材が元で、系列の夕刊紙「夕刊トップ」に出向社員として左遷される。そこは、芸能人の離婚やヘアヌード写真集の記事が一面トップを飾る駅売り夕刊紙＝タブロイドの編集部だった。中央新聞会長の横手から、年内に部数を50万部以上にしなければ廃刊すると通告されていた編集局長・桐野卓は、夕刊トップのライバルは駅売りで同じ値段の缶コーヒーであると説き、まず売れる記事を書け、と咲に要求する。彼女は、年下の契約社員でシングルマザーの白河くるみと勢をめぐってせめぎ合いながらも、さまざまな事件の現場に飛び込んでいくのだった。そんな時、咲は「青島ビンゴ殺害事件」で一審有罪判決を受けながら、なお無実を訴え続ける真鍋敏彦に面会、冤罪事件とみて取材を開始する。

## キャスト

### 主要人物
片山咲〈26〉
演 - 常盤貴子
中央新聞社会部から夕刊トップに左遷された記者。売り上げ第一主義の編集局の方針に反発しながらも、記者として成長していく。3年前に起きた「青島ビンゴ殺害事件」が冤罪ではないかと真相を追うことになる。
桐野卓〈36〉
演 - 佐藤浩市
夕刊トップ編集局長。かつては優秀な社会部記者だったが、夕刊トップへ左遷されてきた。一見軽そうだが、部下思い。バツイチで元妻に子どもの養育費を払っている。
白河くるみ〈21〉
演 - ともさかりえ
夕刊トップ記者で契約社員。咲の教育係として、厳しくも温かく接する。4歳の娘を持つシングルマザー。桐野のことを密かに想っていた。
真鍋敏彦〈36〉
演 - 真田広之
「青島ビンゴ事件」で拘置中の被疑者。元シェフ。無実を訴えており殺害の動機も見当たらない。だが有力な証言があり、一審は懲役8年の有罪判決を受け現在控訴中。咲の記事によって、世論が冤罪ではないかとのムードになる。

### 「夕刊トップ」編集局
三枝チカ〈22〉
演 - 京野ことみ
整理部所属。主に紙面のレイアウトや記事の見出しを決めており、そのセンスには定評がある。服装はパンク・ファッション。
猿渡匠〈23〉
演 - 柏原崇
写真部所属。無口で取っ付きにくいが、腕はいい。くるみに密かに想いを寄せている。編集部のソファに寝泊まりする事が多い。
山本釣子〈49〉
演 - 鷲尾真知子
庶務担当。桐野をはじめ編集局の面々に、経費節減を口うるさく叫ぶ。
長谷部聡〈58〉
演 - 山谷初男
編集局次長。飄々としている好々爺。締め切りギリギリまで一面トップ記事が決まらないとやきもきしている。
滝信也〈42〉
演 - モロ師岡
編集デスク。
角田大吾〈38〉
演 - 酒井敏也
編集局員。
難波史郎
演 - 田窪一世
編集局員。
宇佐美
演 - 林宏和
編集局員。
竹内
演 - 真鍋尚晃
編集局員。
ヒロト
演 - 岡本光太郎
アルバイト。

### 周辺人物
アキ〈24〉
演 - 小雪
情報屋。桐野と懇意にしており、高額の金で情報を売っている謎めいた女。
売店のオバチャン
演 - 大島蓉子
夕刊トップの入ったビルの前の売店で働く。くるみと懇意にしており、勤務時間中娘のサラダを預かっている。
白河サラダ〈4〉
演 - 井上結菜
くるみの娘。くるみが高校生の時に、学校の物理教師との間に生まれた。
青島ビンゴ
演 - 中野英雄
3年前に真鍋に赤坂の路上で殺害されたとされているタレント。殺害された当時、芸能学校の講師をしており、女子生徒を有力者に斡旋していた疑惑が浮かび上がる。話題作りに自殺を図ることがあり、1994年12月24日、目黒の愛人のマンションで3度目の自殺未遂騒動を起こしている。
横手喜和子〈50〉
演 - 大楠道代
中央新聞社代表取締役会長。「年内に販売部数を50万部以上にしないと、夕刊トップを廃刊する」と桐野に宣告する。敵、味方どちらとも言えぬドライな存在。
香月弁護士
演 - もたいまさこ
咲の記事を読み、冤罪の可能性がある、と国選弁護人に代わり真鍋の弁護を引き受ける。無罪判決を勝ち取るために、咲に協力を求める。

### その他
カナ
演 - 春日井静奈
桐野たちが通うカフェの店員。
リナ
演 - 中村みづほ
桐野たちが通うカフェの店員。

### ゲスト

#### 第1話
葛城ミカ〈18〉
演 - 水川あさみ
人気絶頂のアイドル。夕刊トップに異動してきた咲の初めての取材相手。ヘアヌード写真集を出す噂があり、咲らに取材を申し込まれる。
事務所の社長
演 - 遠城啓輔
ミカの事務所の社長。多額の借金があり、ミカの写真集の契約金で借金を返済しようとしている。
中央新聞社会部記者
演 - 並樹史郎
咲の先輩。記者クラブで接待ゴルフのことを聞いた咲を叱責する。
中央新聞社会部部長
演 - 佐古正人（第5話）
咲の上司。咲に夕刊ポストへの出向を伝える。
大蔵省局長
演 - 浜田晃
大蔵省記者クラブで、同省職員が痴漢で逮捕された件の会見をする。
金貸し
演 - 山田明郷
ミカの写真集撮影現場に事務所社長の借金の取り立てに来る。
ヘアメイク
演 - 鈴木美恵
ミカの写真集撮影のヘアメイク。くるみにヘアヌードであることを聞きだされる。

#### 第2話
太田和彦
演 - 田宮賢太朗
江東中学の3年生。学校の屋上で頭部の内出血で死亡しているのが見つかる。体に無数の打撲痕があったことから、いじめられて死亡したのではないかとマスコミが騒ぎたてる。
鈴木優太
演 - 呉村哲弘
和彦の同級生。茶髪のロン毛。放課後は母の店を手伝っている。クラスの生徒たちへの取材から、いじめの首謀者で和彦を殺したのではないか、とマスコミに疑いをかけられる。和彦の死後、行方をくらましている。
担任教師
演 - 光石研
和彦たちの担任。マスコミの取材に「いじめなんてどこの学校にでもある」と答えてしまう。
優太の母
演 - 増子倭文江
居酒屋「もつやき すずき」を一人で営んでいる。母子家庭。
和彦の母
演 - 金久美子
和彦の父とは離婚しており、別の男性と再婚している。取材中の咲に声をかけ、生前の和彦からの手紙を見せる。
レポーター
演 - 遠山俊也（第7話・最終回）
江東中学の前から和彦の事件を報道する。

#### 第3話
塚原誠
演 - 冨家規政
誠美容外科病院の院長。手術後に急死した患者がおり、咲らにこっそり取材される。
桜田
演 - 仁科貴
恋人・雨宮淳子が美容整形手術で殺された、と夕刊トップに電話してきた会社員。他の新聞や雑誌にも電話したがどこも扱ってもらえず、最後に夕刊トップに電話してきた。
石野
演 - 西田健
中央新聞事業局長。角田の元上司。桐野に誠美容外科の記事を差し止めるように釘を刺しにくる。
看護師
演 - 川俣しのぶ
英林医科大学付属病院の看護師。咲たちに整形手術後に亡くなった患者の様子を聞かれる。
検事
演 - 大鷹明良（第5話）
青島ビンゴ事件の担当検事。裁判で真鍋に証拠を提示する。

#### 第4話
江上茂樹〈25〉
演 - KEE（第1話）
レンタルビデオ店アルバイト。クレジットカード会社に侵入し不正アクセスしているところを、取材で居合わせたくるみに見つかる。とっさに彼女を人質にして立て籠もり、「恋人の深雪を連れてくればくるみを解放する」と要求する。
実は青島ビンゴ事件の裁判で、事件当夜「路地から血まみれの真鍋が出てきた」と証言していた。（第1話）
沢口深雪〈25〉
演 - 三浦理恵子
大手カード会社「センチュリーカード」の社員。会社に立て籠もった江上から「深雪を連れてこい」と要求される。当初は「江上からストーカー被害を受けている」と訴えていたが、実は江上と付き合っていた。真相は、江上と組んで顧客情報をサラ金に横流ししていた。
管理人
演 - 円城寺あや
深雪が住んでいるマンションの管理人。咲に取材され、深雪が夜遊びしたりブランド物を買い漁ったりしている事、江上と付き合っている事を語る。
刑事
演 - 清水宏
解放されたくるみに「病院で検査を受けてもらわないと困る」と懇願する。

#### 第5話
長谷川志穂〈33〉
演 - 洞口依子（第6話・最終回）
真鍋の離婚した元妻。娘を亡くしたショックで精神を病み、入院中。娘が死ぬ前で時間が止まっており、娘が生きているかのように振る舞う。
長谷川一枝
演 - 岩本多代
志穂の母。青島ビンゴ事件は離婚後に起こったことで、何もわからないと咲らに話す。
真鍋ミズホ〈5〉
演 - 坂野令奈（第6話 - 第9話）
真鍋と志穂の娘。5年前、ピアノ教室の帰りに、教室の入っているマンションの非常階段で転落して死亡している。なぜエレベーターを使わず急な階段を使ったのかは不明。
戸倉
演 - 若松武史（第8話 - 最終回）
真鍋の事件を捜査した港署捜査課の刑事。真鍋が犯人であると確信しており、冤罪を主張する咲と対立する。
根本夏子
演 - 山下容莉枝（第6話・第9話）
「ねもとピアノきょうしつ」の先生。真鍋の娘・ミズホが亡くなる前に通っていた。
坂巻代議士
演 - 中山仁（第8話）
与党の大物代議士。自らのスキャンダルを報じた桐野を名誉毀損で訴えたことが、彼の左遷の原因となる。
レストラン支配人
演 - 日野陽仁
真鍋が勤めていたレストランの支配人。咲に事件当夜の様子を迷惑そうに語る。
元青島ビンゴの付き人
演 - 池津祥子（第8話）
事件当時、青島ビンゴの付き人をしていた。くるみに事件当夜の様子を語る。
バーテンダー
演 - 八嶋智人
青島ビンゴ事件の夜、真鍋とビンゴが居合わせた赤坂のバーのバーテンダー。咲たちに事件当夜の様子を語る。
元タレントの卵
演 - 浅沼麗子
青島ビンゴ事件の夜、ビンゴと一緒に飲んでいたタレントの卵。現在はアパレルショップ店員。くるみに事件当夜のことを聞かれる。

#### 第6話
大隈信子〈28〉
演 - 中島ひろ子
8千万円を横領し、逃亡中の銀行員。容姿にコンプレックスがあり、自分を「美人銀行員」と報じた夕刊トップに接触してくる。独占インタビューで実は横領した金は1億円であることがわかる。
裁判長
演 - 南川昊
東京高等裁判所の裁判長。真鍋の二審判決結果を読み上げる。
支店長代理

信子の勤める支店の支店長代理。信子の不倫相手。資金運用の失敗を隠すために経理の信子に近づいた。

#### 第7話
久喜眞治
演 - 松重豊
中央テレビに爆破予告を送り、取材に来ていた猿渡にテレビ局内で写真を撮られる。
杉原冬美
演 - 立原瞳
実家の店の手伝いで中央テレビに出前に来る。局内で迷ってる間に爆破に巻き込まれ負傷する。
冬美の父親
演 - 石井愃一
飲食店経営。夕刊トップ編集局に来て、「写真を撮ってる間に爆弾を何とかしてくれていたら、娘は怪我をせずに済んだ」と猿渡を責める。
久喜の隣人
演 - 中村敦子、舟田走
久喜のアパートの隣の部屋に住む夫婦。
マスコミ
演 - 河西健司
夕刊トップ編集局に取材カメラを連れて押しかけ、「爆弾犯の写真を撮ったカメラマンを出せ」と息巻く。
長田美奈
演 - 山村美智子（第1話・第4話・第6話・第8話 - 最終回）
ワイドショーのレポーター。視聴者には人気だが、業界内や過去の取材相手には敵が多い。自宅マンションの駐車場で男性に殴られ、首を絞められて重傷を負う。
長田のマネージャー
演 - 平光琢也（第8話）
負傷した長田の状況をマスコミに語る。

#### 第8話
タクシー運転手
演 - 梶原善（第9話）
長田を襲った犯人とみられる男を乗せたタクシーのドライバー。咲らに男の特徴を聞かれ「このタクシーは初乗り運賃が340円なんですね」と言っていたと証言する。このことから、犯人は”初乗り運賃が340円のタクシーが出来たのは1年以上前だが、それを知らなかった人物”、ということがわかる。また、その男の顔をテレビか何かで見たことがあるような気がする、とも証言する。
相田刑事
演 - 中村繁之（第9話・最終回）
港署の刑事で戸倉の部下。共に長田の事件を捜査している。青島ビンゴ事件も担当していた。
レポーター
演 - 望月知子
長田と同じ番組に出ているレポーター。くるみの取材に「長田を恨んでいた人物は大勢いる」と具体的な名前を証言する。

#### 第9話
管理人
演 - 松美里杷
ミズホが亡くなったマンション「サンライズ目黒」の管理人。咲らにミズホが死んだ当時の様子を聞かれる。事件前夜に雪が降り朝に溶けて凍ったため、「あれは足を滑らせて転落した事故だ」と断言する。

#### 最終回
水族館の客
演 - 西牟田恵、岡森諦
真鍋を見て、指名手配の人ではないかと噂する家族連れ。
警察官
演 - 藤岡大樹
歩いている真鍋らに声をかけ、拳銃を奪われる。
ニュースキャスター
演 - 阿部知代（フジテレビ）
テレビで逃走中の真鍋の動向を伝えるキャスター。
- 山中崇志

## スタッフ

### 製作スタッフ
- 脚本：井上由美子
- 脚本協力：大森美香
- 音楽：吉俣良 など（オリジナルサウンドトラック「タブロイド」より）
- 主題歌：GLAY「BE WITH YOU」（UNLIMITED RECORDS）
- プロデュース：山口雅俊（フジテレビ）
- 演出：河毛俊作（フジテレビ）、石坂理江子（フジテレビ）、水田成英（フジテレビ）
- プロデュース補：塚田洋子、菊地裕幸、大森美香
- 演出補：小林薫、佐々木詳太、遠藤光貴、洞功二、松山博昭、小島秋子
- 制作担当：中川和則、松本洋二、由利芳伸、網代奈緒美、巣立恭平
- 制作デスク：小笠原幸恵
- 広報：石田卓子
- スケジュール：森保伸二
- 記録：堤眞理子、内田照代
- 制作著作：フジテレビ

### 技術スタッフ
- 技術プロデュース：堀田満之
- SW：障子川雅則
- 撮影：加藤文也、伊澤明男、西村孝廣、長田崇、岸田花子
- 録画：小田島健秀、山本米勝
- 音声：市村雅彦、山根剛、広岡豊、谷部剛
- 照明：佐々木宏文、和田智裕、富沢宴令、渡辺啓史、毛利克也、穴田建二、中村貞敏
- 音響効果：小西善行、伊東晃、松島良子
- 編集：石井和男
- VTR編集：高橋努、藤田とし子
- Mix'd：蛯原浩彦、佐藤浩二
- 撮影助手：小椋真人、武田篤

### 美術スタッフ
- 美術プロデュース：関口保幸、中川詠之
- デザイン：根本研二、大澤麻衣
- 美術進行：藤野栄治
- 大道具：大地研之、竹田政弘、安藤朋希
- 装飾：今村文孝、横森剛
- 持道具：寺澤麻由美、武藤浩一
- 衣装：細谷恵子、山口千恵美
- スタイリスト：西ゆり子、福田純子、岩本起法子
- メイク：陽田尚美、坂本敦子
- 視覚効果：浅田雅美
- 電飾：田中信太郎
- アクリル装飾：早坂健太郎、磯高志
- 生花装飾：石川玲子
- 植木装飾：原利安

### その他スタッフ
- 擬斗：佐々木修平
- リサーチ：黒川弘子
- タイトル：岩崎光明
- CG：竹内真由美、水野智世
- 写真：青木操生
- 車輌：古市俊之、佐藤智典、大川健志、下野晃永、林隆喜、石本稔

### 協力
制作協力
- 夕刊フジ

協力
- FCプラン
- 渋谷ビデオスタジオ
- ブルーパック
- K&L
- エス・スリー
- 富士映画
- HollywoodFILM

撮影協力
- 大手町野村ビル（制作当時は東京生命大手町野村ビル）
- 産経新聞浦安センター
- 八王子永生病院
- アートディンク
- 国分株式会社

美術協力
- キヤノン販売
- Apple Computer
- プリンセスバッグ
- OFFICE VIEW
- POLLINI
- WHY.co.LTD
- エフ・マイアミ商事

衣装協力
- FENDI
- Christian Dior
- LANVIN
- GIORGIO ARMANI
- OLD ENGLAND
- GIVENCHY
- ETRO
- 三崎商事ピプロス
- アラ商事
- ミズワン
- アモイ・インター
- MIRACLE WOMAN
- IKUKO
- BARRAGE
- フーセンウサギ

## 放送日程
| 1st                                                        | 1998年10月14日 | ヘア・ヌード                                | 河毛俊作   | 16.1% |
| 2nd                                                        | 1998年10月21日 | 放課後の殺人事件                            | 河毛俊作   | 15.2% |
| 3rd                                                        | 1998年10月28日 | 美容整形手術ミス                            | 石坂理江子 | 13.7% |
| 4th                                                        | 1998年11月04日 | 美人記者が人質に!                           | 河毛俊作   | 11.9% |
| 5th                                                        | 1998年11月11日 | 7分間の殺人者                               | 石坂理江子 | 12.4% |
| 6th                                                        | 1998年11月18日 | 咲の祈り・判決の日                          | 水田成英   | 14.1% |
| 7th                                                        | 1998年11月25日 | 大暴発! えん罪の男                          | 石坂理江子 | 11.7% |
| 8th                                                        | 1998年12月02日 | 真犯人は…咲の涙                             | 水田成英   | 12.9% |
| 9th                                                        | 1998年12月09日 | ビデオに殺人の謎?                           | 石坂理江子 | 13.3% |
| Final                                                      | 1998年12月16日 | 娘の死に復讐を…真犯人? が美人記者・咲を誘拐 | 河毛俊作   | 14.4% |
| 平均視聴率 13.6%（視聴率は関東地区・ビデオリサーチ社調べ） |                |                                             |            |       |

- 最終話は21時 - 22時14分の20分拡大放送。

## 受賞
- 第19回ザテレビジョンドラマアカデミー賞[1][2]
  - 助演女優賞（ともさかりえ）
  - キャスティング賞

## その他
- 日本GM（提供クレジットは「OPEL」）がスポンサーだった関係で、劇中に登場するハイヤーは、キャデラック・セヴィルだった。
- 2話で事件の舞台となった「江東区立江東中学校」は架空であり、フィクションの断りに「実在する地域や学校名とは一切関係有りません。」と特記されている。
- 4話で横浜市神奈川区のテクノウェイブ100をクレジットカード会社の本社ビルに見立ててブラックリストの流出をくるみ達が取材しているが、後の2004年に同ビルに入居していたコスモ石油のクレジットカード部門から顧客情報が流出する事件が現実に発生している。
- 2002年に再放送された際にはこちらに出演していた仁科貴の逮捕に伴い放送できなかった回(3話)もあり、こちらを飛ばして「傑作選」という副題をつけていた。